# Symfonie nr. 2 (Arnell)
Richard Arnell componeerde zijn Symfonie nr. 2 opus 33 “Rufus” in 1942.

## Geschiedenis
Het kan vreemd lopen met composities. Sjostakovitsj liet zijn 4e symfonie jarenlang op de plank liggen, omdat hij bang was voor represailles van de toenmalige Sovjet-autoriteiten en een zeer slechte generale repetitie. De 2e symfonie van Arnell kwam ook niet verder dan een aantal repetities. Arnell, destijds wonende in de Verenigde Staten, kreeg te maken met stakende musici waardoor uitvoeringen in Seattle en New York niet plaatsvonden. Arnell sleutelde aan de hand van de repetities nog wat aan de compositie (definitieve versie 1944), maar pas op 3 september 1988 ging het werk in première bij het BBC Philharmonic onder leiding van Sir Edward Downes.

Het niet uitvoeren en reviseren van de symfonie kreeg nog een bijzonderheid. Chronologisch gezien is deze compositie zijn 1e symfonie. Zijn officiële 1e symfonie werd gecomponeerd in 1943, maar werd sneller in definitieve vorm opgeleverd en eerder uitgevoerd. De bijnaam Rufus is gegeven aangezien de compositie mee zou doen aan een compositiewedstrijd; de componist had als pseudoniem Rufus gebruikt.

## Compositie
Delen:
1. Allegro quasi presto;
2. Allegretto
3. Allegro.

De 2e symfonie is de oorlogssymfonie van Arnell. Net als een andere Amerikaanse oorlogssymfonie, 4e symfonie van Schuman klinkt de symfonie optimistischer van toon, dan muziek die rond die tijd in Europa geschreven werden. Ook de toonvoering is met meer bravoure, men had in de Verenigde Staten kennelijk meer vertrouwen in een “goede afloop”.
Arnell was overtuigd pacifist, moest wel in Amerikaanse dienst maar werd afgekeurd. Toen de Tweede Wereldoorlog uitbrak en hij dus vastzat in de Verenigde Staten liet hij het pacifisme wel los. Hij was het eens met Aldous Huxley, dat de mens in wezen goedaardig was en heeft daarom deze symfonie wellicht aan hem opgedragen.

## Orkestratie
- 2 dwarsfluiten, 2 hobo’s, 2 klarinetten, 2 fagotten
- 4 hoorns, 3 trompetten, 3 trombones, 1 tuba
- pauken,
- violen, altviolen, celli, contrabassen

## Discografie
- Uitgave Dutton Epoch: Het Royal Scottish National Orchestra o.l.v. Martin Yates.

## Bron
- de compact disc
- Richardarnell.com
- British Music Information Center